# Nab Tower
Le phare de Nab Tower est un phare maritime érigé sur une ancienne tourelle prévue pour la protection anti-sous-marine dans le bras de mer du Solent durant la Première Guerre mondiale. Cette tourelle de fortification a été coulée sur les rochers de Nab Rocks à l'est de l'île de Wight pour remplacer un phare après la guerre. Il est aussi un repère bien connu des marins car il marque l'entrée est, en eau profonde, dans le Solent.
Ce phare est géré par la Trinity House Lighthouse Service de Londres, l'organisation de l'aide maritime des côtes de l'Angleterre.

## Histoire
Pendant la Première Guerre Mondiale l'amirauté britannique avait conçu huit tourelles (code Admiralty M-N Scheme (en)) qui devaient être construites et positionnées dans le détroit de Douvres pour protéger la marine marchande alliée des U-boots allemands. Conçus par l'ingénieur civil Guy Maunsell, les tourelles armées de deux canons de 100 mm, devaient être reliées entre elles par des filets en acier pour fermer la Manche aux navires ennemis.
Cependant, à la fin de la guerre en 1918, une seule avait été achevée, à un coût énorme d'un million de livres, et était situé au port de Shoreham-by-Sea, en attente de mise en place. Une autre tourelle, partiellement construite, finira par être démantelée en 1924. En 1920, la tourelle achevée a été transportée par deux remorqueurs sur Nab Rocks, un rocher en eaux profondes dans l'approche est de Solent et précédemment marqué par un ancien phare. Sa flottabilité a été réalisée par la construction en nid d'abeilles de sa base en béton, créant 18 compartiments étanches. Lorsqu'ils ont été inondés sur place, la structure a coulé et s'est installée avec un angle de 3 degrés de la verticale vers le nord-est (cette inclinaison caractéristique est évidente à ce jour).
La Nab Tower a été habité comme un phare, et pendant la Seconde Guerre mondiale elle a servi de poste de tir ant-aérien à l'approche de Solent. Le phare est encore fonctionnel mais depuis 1983, il a été automatisé. Il a été converti à l'énergie solaire en 1995.
En novembre 1999, le navire marchand Dole America, transportant une cargaison de bananes et d'ananas, a heurté la Nab Tower. Le navire a été gravement endommagé et a évité le naufrage en s'échouant. La base de la tour a subi des dommages superficiels et internes. Les dommages ont été réparés en 2001.

### Remise en état
En 2013, Trinity House a commandé à l'entreprise BAM Nuttall (en) un important programme de rénovation en raison de la forte corrosion des niveaux supérieurs car il n'était pas sécurisant de poser des hélicoptères sur l'héliport. La hauteur de la tour a été réduite, tout l'acier et les revêtements extérieurs ont été enlevés et la sous-structure en béton existante a été revêtue d'une nouvelle couche de béton armé. À l'achèvement, de nouvelles balises AIS et RACON ont été installées, ainsi qu'un feu principal fixe d'une portée de 12 milles marins.
Identifiant : ARLHS : ENG-082 - Amirauté : A0780 - NGA : 1048 .

### Lien connexe
- Liste des phares en Angleterre